# 安住の地
『安住の地』（あんじゅうのち）は2000年から2002年に小学館『月刊IKKI』で連載された山本直樹の青年漫画作品。
作中では明記されていないが、『ビリーバーズ』の続編であることをうかがわせる描写が複数見られる。

## 概要
実在するかどうかさえも作中において曖昧な街が舞台。様々な理由でこの街に流れ着いた日本人たちを描写している。

## 登場人物
ミナミ
主人公。父親の海外赴任でこの国にやってきたが、戦火に巻き込まれ戦災孤児となる。
ニシ
西の崖の番人。
ヒガシ
東の崖の番人。
リアルマン
ボウリング場に住んでいる謎の男。この街を作ったとも言われている。容姿は『ビリーバーズ』のある登場人物と共通している。
親切屋
闇物資屋。※現地人。
アイ&マコト
TVの企画でこの辺境の国までやってきたお笑いコンビ。
コンビニの店長
この街でコンビニエンスストアを経営している未亡人。
コンビニバイト
コンビニの店員。店長とたった二人でこの店の勤務シフトに耐えている男。
ミナミの父親の元部下
名前無し。ミナミを騙してヒモとなる。

## 単行本
ワイド版全2巻。
- ISBN 4-09-188281-1
- ISBN 4-09-188282-X